# Krzysztof Jasiński (futsalista)
Krzysztof Jasiński (ur. 10 stycznia 1976 w Warszawie, zm. 14 września 2010 we Włocławku) – polski futsalista, zawodnik z pola, reprezentant Polski, uczestnik Mistrzostw Europy 2001. Jako piłkarz występował na pozycji pomocnika.
Krzysztof Jasiński jest wychowankiem Polonii Warszawa. W latach 1993–1996 był zawodnikiem pierwszej drużyny warszawskiego klubu. W sezonie 1993/1994 wystąpił w jednym meczu I ligi. Później był jeszcze zawodnikiem kilku klubów z niższych lig. Pierwszą futsalową drużyną Jasińskiego była KP Warszawa, dla której strzelił dwadzieścia cztery bramki w I lidze. Swoje pierwsze Mistrzostwo Polski w futsalu zdobył w sezonie 2000/2001, kiedy był zawodnikiem Clearexu Chorzów. Osiągnięcie to powtórzył w sezonach 2001/2002 i 2002/2003. W sezonie 2000/2001 został także Królem Strzelców I ligi. W sumie dla chorzowskiego klubu strzelił sto pięćdziesiąt jeden bramek w najwyższej klasie rozgrywkowej (uwzględniając sezon 2007/2008). Na początku sezonu 2004/2005 był zawodnikiem Jango Mysłowice, a później Baustalu Kraków, z którym zdobył swój czwarty tytuł mistrzowski. W sezonie 2005/2006 był zawodnikiem klubu Holiday Chojnice, z którym wywalczył wicemistrzostwo oraz Puchar Polski. W kolejnych sezonach Jasiński był zawodnikiem Hurtapu Łęczyca, Clearexu Chorzów i Jango Katowice. W sezonie 2009/2010 był zawodnikiem trawiastego Górnika 09 Mysłowice. Przed sezonem 2010/2011 powrócił do gry w futsal i został zawodnikiem Red Devils Chojnice. Krzysztof Jasiński do 2005 roku grał w reprezentacji Polski, z którą uczestniczył w Mistrzostwach Europy 2001. Po meczu pierwszej kolejki sezonu pomiędzy Red Devils a Clearexem (w którym strzelił dwie bramki) w Michalinie niedaleko Aleksandrowa Kujawskiego uległ wypadkowi samochodowemu i po odwiezieniu do szpitala we Włocławku zmarł w następstwie odniesionych obrażeń. W swoich drużynach grał on z numerem osiem, który w Red Devils Chojnice po jego śmierci został zastrzeżony. Krzysztof Jasiński strzelił w ekstraklasie w sumie dwieście trzydzieści sześć bramek.